# Lotobia asiatica
Lotobia asiatica är en tvåvingeart som beskrevs av Hayashi och Papp 2004. Lotobia asiatica ingår i släktet Lotobia och familjen hoppflugor. Inga underarter finns listade i Catalogue of Life.